# FreshTunes
FreshTunes — компания, предоставляющая услуги цифровой музыкальной дистрибуции. Позволяет независимым исполнителям и лейблам размещать музыку на стриминговых платформах.
Компания была основана 3 марта 2016 года в Дубае.
Штаб-квартира находится в Дубае, а также имеются офисы в Москве и Лондоне.
7 июня 2021 года сервис преодолел отметку в два миллиона загруженных композиций.
Сервис позволяет размещать музыку на бизнес-модели freemium. Согласно тарифам, появившимся в начале августа 2022 года, у «бесплатных» пользователей сервиса будет собираться комиссия в размере 20 % от авторских сборов роялти, а у «платных» пользователей пользователей — 10 %. Стоимость подписки плана «Pro» составляет 10 долларов в месяц или 100 долларов в год. Ранее, согласно пользовательскому соглашению от 3 июня 2022 года, пользователям предоставлялись авторские и смежные права, а все 100 % дохода выплачивались им же. ФрешТюнс уверяет, что зарабатывает на дополнительных услугах, таких как продвижение и профессиональная оценка критиков. Также присутствует бесплатная услуга размещения рингтонов в iTunes.

## Знаменитые артисты и лейблы
- Молчат дома
- Дайте танк (!)
- Markul
- Mnogoznaal